# Rostgumpad kungsfiskare
Rostgumpad kungsfiskare (Todiramphus pyrrhopygius) är en fågel i familjen kungsfiskare inom ordningen praktfåglar.

## Utseende
Rostgumpad kungsfiskare känns igen på gråaktig streckad hjässa och kraftigt svart ögonstreck. I flykten kan noteras att ovansidan av vingarna är helt blå. Det roströda på övergumpen kan vara dolt, men karakteristiskt om den ses väl.

## Utbredning och systematik
Fågeln förekommer i Australien (förutom i sydväst och öster, från södra Queensland till sydöstra South Australia). Den behandlas som monotypisk, det vill säga att den inte delas in i några underarter.

## Levnadssätt
Rostgumpad kungsfiskare är något så ovanligt som en ökenlevande kungsfiskare. Den ses sitta i höga döda träd eller på kraftledningar. Likt andra kungsfiskare gräver den ut sitt bo i en sandbank eller jordvall.

## Status och hot
Arten har ett stort utbredningsområde och tros öka i antal. Internationella naturvårdsunionen IUCN listar den därför som livskraftig (LC).